# نوفرت (دودمان سیزدهم)
| nfr | r&t |

| nfr | r&t |

نوفرت (به انگلیسی: Nofret) ملکه همسر مصر باستان در اوایل دوران دودمان سیزدهم مصر بود. وی احتمالاً همسر فرعون آمنی کیماو بود.

## گواه تاریخی
او تا کنون تنها از یک سنگ یادبود که در ابیدوس یافت شده شناخته می‌شود و هم‌اکنون در موزه مصر در قاهره نگهداری می‌شود. این سنگ یادبود احتمالاً به دوره دودمان سیزدهم مصر تعلق دارد و مربوط به فرمانده گروه حکومتی {3tw n tt hq3} نِدِجِس‌عنخ/ایو است. همسر او، شاهدخت حتشپسوت بود. در متن آمده است که حتشپسوت از همسر پادشاه، «نوفرت» به دنیا آمده است. اطلاعات زیادی در مورد او وجود ندارد و همسر سلطنتی او هنوز به‌طور قطعی شناسایی نشده است.
در دهشور هرمی متعلق به دختر پادشاه حتشپسوت با پادشاه آمنی کیماو مرتبط شده است که این موضوع نوفرت را به عنوان همسر احتمالی این پادشاه مطرح می‌کند. اگر همسر و دختر او در دهشور دفن شده باشند، احتمالاً او نیز در این مکان دفن شده باشد.